# 塔霍河
，是伊比利亚半岛最長的河流。它发源于西班牙阿尔瓦拉辛附近的山脉，向西流淌，最终在葡萄牙里斯本注入大西洋。塔霍河全长1038公里，其中716公里位于西班牙境内，47公里为西班牙和葡萄牙的边境，其余的275公里在葡萄牙境内。塔霍河的流域面积为80,100平方公里，为伊比利亚半岛第二大流域的河流，仅次于杜罗河。它的大部分路线非常狭窄，在经过阿尔莫洛尔城堡后进入一个宽广的山谷，容易引起洪水泛滥。
塔霍河流经的城市主要有：阿兰胡埃斯、托莱多、塔拉韦拉德拉雷纳、阿尔坎塔拉、阿布兰特什、圣塔伦和里斯本。